# Sanam Singh
 Sanam Singh  (nacido el 11 de enero de 1988) es un tenista profesional de India, nacido en la ciudad de Chandigarh. 

## Carrera
Su mejor ranking individual es el N.º 266 alcanzado el 5 de octubre de 2015, mientras que en dobles logró la posición 138 el 9 de febrero de 2015.
No ha logrado hasta el momento títulos de la categoría ATP, sin embargo ha logrado 3 títulos en el ATP Challenger Tour, en la modalidad de dobles.

### Copa Davis
Desde el año 2012 es participante del Equipo de Copa Davis de India. Tiene en esta competición un récord total de partidos ganados/perdidos de 2/2 (1/2 en individuales y 1/0 en dobles).

### 2014
En el mes de febrero ganó su primer título de la categoría ATP Challenger Tour en su país. Junto a Saketh Myneni como pareja derrotaron a Divij Sharan y Vishnu Vardhan en la final por 6-3, 3-6, 10-4.
A la semana siguiente nuevamente junto a Saketh Myneni y nuevamente en su país obtuvo su segundo título. Esta vez el Challenger de Nueva Delhi 2014 derrotando en la final a los hermanos tailandeses Sanchai Ratiwatana y Sonchat Ratiwatana por 7-65 y 6-4.

## Títulos; 3 (0 + 3)
| Leyenda                        | Individuales | Dobles |
| ------------------------------ | ------------ | ------ |
| Grand Slam (tenis)\|Grand Slam | 0            | 0      |
| ATP World Tour Finals          | 0            | 0      |
| ATP World Tour Masters 1000    | 0            | 0      |
| ATP World Tour 500 Series      | 0            | 0      |
| ATP World Tour 250 Series      | 0            | 0      |
| ATP Challenger Series          | 0            | 3      |

### Dobles
| N.º | Fecha      | Torneo                | Superficie | Pareja        | Oponentes en la final                 | Resultado      |
| --- | ---------- | --------------------- | ---------- | ------------- | ------------------------------------- | -------------- |
| 1.  | 14.02.2014 | Challenger de Calcuta | Dura (i)   | Saketh Myneni | Divij Sharan Vishnu Vardhan           | 6-3, 3-6, 10-4 |
| 2.  | 22.02.2014 | Challenger de Calcuta | Dura       | Saketh Myneni | Sanchai Ratiwatana Sonchat Ratiwatana | 7-65, 6-4      |
| 3.  | 24.10.2014 | Challenger de Pune    | Dura       | Saketh Myneni | Sanchai Ratiwatana Sonchat Ratiwatana | 6:3, 6:2       |